# أم الحويطات
قرية أم الحويطات هي إحدى القرى التابعة لمدينة سفاجا في محافظة البحر الأحمر في جمهورية مصر العربية. حسب إحصاءات سنة 2018، بلغ إجمالي السكان في أم الحويطات 1,230 نسمة، منهم 607 رجل و 627 امرأة.